# Kondadahalli, Channagiri
Kondadahalli là một làng thuộc tehsil Channagiri, huyện Davanagere, bang Karnataka, Ấn Độ.